# Археологія Донецької області
Археологія Донецької області вивчає стародавнє минуле Донецької області методами археології.

## Давньокам'яна доба
У Донецькій області виявлено понад 35 пам'ятки кам'яної доби.

### Рання давньокам'яна доба
Найдавнішу Амвросіївську стоянку було виявлено поблизу Амвросіївки, її датовано 300—100 тисячами років тому.
Виявлено ашельські знаряддя на Бахмутщині на правому березі річки Бахмут у врочищі Корніїв Яр біля села Свято-Покровське; біля Одрадівки — ашельське крем'яне рубило

### Середня давньокам'яна доба
Виявлено пам'ятки мустьєрської культури (100—32 тисяч років тому):
- на Бахмутщині мустьєрське поселення у Званівці (відкрите У 1969 році С. І. Татариновим) та урочищі Мілове (Крейдяне) біля Сіверська;[2]
- стоянки кінця раннього палеоліту відкриті поблизу Олександрівки та Антонівки-1 й Антонівка-2, у Мар'їнському районі
- майстерні для обробки кременю виявлені біля сіл Білоярівки, Успенки і Новоклинівки Амвросіївського району;
- також у Донецьку,
- у Самсоновому, Сєдовому, Холодному та Яланчин-1 на березі Грузького Яланчика у Новоазовську у Новоазовського району;
- Греково-Олександрівка у Бойківському районі.

### Пізня давньокам'яна доба
Поселення пізнього палеоліту (30—14 тис.яч років тому) відкриті поблизу Сіверського Дінця, біля сіл Богородичного, Пришиба, Тетянівки. Широко відома Амвросіївська стоянка мисливців на зубрів, розташована поблизу Амвросіївки — одна з найбільших палеолітичних стоянок у Європі.
На Бахмутщині виявлені знаряддя у сіл Дронівка, Миколаївка (урочище Миколаївський Яр), Свято-Покровське, Іванівське й Покровське.
Інші відомі пам'ятки пізньої давньокам'яної доби — Пристенське, Міньївський Яр, Успенка.

## Середньокам'яна доба

### Рання середньокам'яна доба
За ранньої середньокам'яної доби у Посамар'ї та Надозів'ї Донецької області була поширена осокорівсько-рогалицька культура. Осокорівська культура утворилася на основі місцевої пізньо-давньокам'яної культури з долученням нових мікролітичних технологій з Балкан.
На півночі області, у Сіверськодонеччині існував майстерний центр виготовлення крем'яних знарядь, Міньївський Яр, за яким названа міньївоярська група, що відносилася до кола північних лісостепових та поліських культур. давньокам'яної традиції обробки кременю. Мисливські громади міньївоярської групи мали майстерні у північній частині Сіверськогодонеччини по виготовленню їх знарядь.

### Поселення
Виявлені поселення середньокам'яної доби 13—8 тисяч років тому:
- біля сіл Дронівки (нижній шар Лиманського озера), Берестового, Дачі, Зайцеве Бахмутського району;
- нижній шар урочища Кругле озеро біля Озерного;
- Діброви Лиманської громади,
- в урочищі Кремінна Гора недалеко від Олександрівки Краматорського району.

## Новокам'яна доба
На території області відомо 25 новокам'яних пам'яток (V—III тисячоріч до Р. Х.).
Поселення цього періоду  виявлені  вздовж  берегів  Сіверського  Дінця  —  у  селах  Брусівці,  Дронівці,  Озерне,  Райгородку та інших. На території області тоді були центри видобутку та обробітку кременю —  біля села Широкого Харцизької міської громади відкрито штольневі виробки.
Донецький  кремінь  був  також  предметом  міжплемінного обміну.  Відомо  понад  30  стародавніх майстерень  біля  Казенного Торця, Сухого Торця, Кривого Торця, Бахмутки, Осики, Кринки  та  інших. Гадають, що вони існували й в часи раннього металу III—II  тисячоріччя  до  Р. Х..
1930  року відкрито пам'ятку європейського значення  —  Маріупольський могильник новокам'яної доби, де розкопано 122 поховання.

## Мідна доба
Більш як у 80 пунктах, переважно поблизу Сіверського Дінця, Бахмутки й в Надозів'ї, знайдено пам'ятки доби міді — бронзи (III—І  тисячоріччя до  Р.  Х.). Стародавні розробки міді  поблизу Бахмута, у Клиновому, Калинівському та поховання майстра-ливарника у Краматорську свідчать про те, що територія Донецької області була одним з центрів видобутку й обробки міді.

## Залізна доба
У VII сторіччі до Р. Х. з появою кочових скотарських племен скіфів на території області з'являються залізні знаряддя праці. Ці землі у IV сторіччі до Р. Х. були складовою частиною скіфського державного об'єднання царства Атея. Скіфи залишили в степу нечисленні (відомі у 6 пунктах) курганні поховання поблизу міст Ями, Бахмуту, Маріуполю. Велике зацікавлення викликає скіфська статуя V  сторіччя  до  Р.  Х., знайдена біля селища Ольхівчика (нині частина Шахтарська).
У II сторіччя до Р. Х. в донецьких степах з'являються сармати, які прийшли із Заволжя.Найвідоміші пам'ятки цього часу — сарматські поховання біля села Новолуганського, коло міста Слов'янська й села Прилісного. З IV сторіччя цю територію захоплюють нові орди кочівників. У IV сторіччі сталася навала гунів.

## Раннє середньовіччя
У VI сторіччя тут побували авари. У кінці VI й у VII сторіччі — болгари.

### Салтівська культура
У VIII—X  сторіччі донецькі степи населяють землеробсько-скотарські племена салтівської культури. Пам'ятками цієї культури є залишки укріплених поселень, виявлені біля сіл Маяків, Сидорового, Богородичного, могильники поблизу села Озерне й біля села Райгородка на Сіверському  Дінці.  Всього на території області відомо понад 20 пам'яток цієї культури.

### Печеніги
Наприкінці IX сторіччі сюди вторглися печеніги. У селі Ямполі на Дінці розкопано печенізьке поховання.

### Русь
Після успішного походу київського князя Святослава у 965 році проти хозар й заснування Тмутараканського князівства посилився вплив Давньоруської держави на ці землі. Слов'яни почали селитися у Подонні та Поозів'ї.

## Пізнє середньовіччя
У Донецькій області виявлено близько 40 кам'яних надмогильних скульптур (баби) IX—XIII сторіч, — слідів перебування тут кочівників.

### Торки
У XI сторіччі печенігів витіснили торки. У місті Ясинуватій було виявлено могилу торка.

### Половці
У середині XI сторіччі торків вигнали половці. У місті Ясинуватій знайдено могилу половця, біля сіл Новоіванівки Амвросіївського  району — поховання багатої кочівниці.

### Русь
Відбиваючи набіги кочових племен, війська Володимира Мономаха досягали Азовського моря. Вони здобули половецькі міста на Сіверському Дінці, примусивши кочівників відійти за Дон та Волгу у степи Північного Кавказу та Південного Уралу.

#### Поразка на Калці
У 1220-х роках на південному сході Русі з'явилися войовничі орди монголо-татар. 1223 року, щоб відвернути просування татар на Русь, Київський, Галицький, Волинський, Смоленський та інші полки разом з половцями вирушили назустріч татарським ордам у Надозівські степи. Переправившись через Дніпро, вони досягли річки Калки — притоки Кальміусу (нині територія Новоазовського району). Тут полки стали табором. Спочатку в битву з татарами вступили Данило Романович й Мстислав Удалий, але через внутрішні незгоди їх не підтримали всі полки. Розлад у ряди руських військ внесли половці, які під натиском татар почали втікати. Ця, за словами літописця, «січа зла й люта» закінчилася поразкою військ руських князів.
Після поразки на Калці територія Донецької області входила до Золотої орди й після до Кримського ханства. Тут кочували орди ногайців.